# Белавенец, Людмила Сергеевна
Людмила Сергеевна Белавенец (7 июня 1940, Москва — 7 ноября 2021, Москва) — советская и российская шахматистка, международный мастер (1975), заслуженный мастер спорта СССР (1990), международный гроссмейстер ИКЧФ (1997), чемпионка мира по переписке (1984—1992). Старший тренер ФИДЕ (2010). Арбитр ФИДЕ (2011).

## Биография
Родилась в семье советского шахматиста, мастера спорта СССР Сергея Белавенца.
В 12 лет была принята в шахматную секцию Москворецкого Дома пионеров.
В 15 лет выполнила норму первого разряда и попала на женский чемпионат Москвы, а уже через четыре года дебютировала в женском чемпионате СССР. Дебют был довольно удачным, а самого большого успеха в этих соревнованиях Людмила Белавенец добилась в 1975 году — ей удалось стать чемпионкой СССР. Участница межзонального турнира 1976 года.
Самые значительные спортивные достижения Людмилы Белавенец связаны с игрой по переписке — ещё в 1965 году она была участницей первого личного женского чемпионата мира, а в 1990 году стала чемпионкой мира по заочным шахматам. Также в составе сборной СССР трижды становилась победительницей Олимпиад в игре по переписке.
В 1973 году по приглашению тренера Владимира Юркова начала работать в московском учебно-спортивном центре «Юные пионеры». Впоследствии много лет работала тренером в шахматном клубе «Спартак» имени Т. В. Петросяна. Среди юных воспитанников Людмилы Белавенец можно выделить таких будущих гроссмейстеров, как Александр Морозевич, Алексей Выжманавин и Андрей Соколов.
Начиная с 1974 года много лет была ведущей телепрограммы «Шахматная школа».
По профессии преподаватель математики. Окончила физико-математический факультет педагогического института.
Работала тренером по шахматам СШОР «Юность Москвы», расположенной в клубе имени Т. В. Петросяна.
Умерла 7 ноября 2021 года от коронавируса. Похоронена на Калитниковском кладбище Москвы.

## Достижения
- Чемпионка Москвы по шахматам среди женщин (1962);
- Чемпионка СССР по шахматам среди женщин (1975);
- Победительница 1-й женской шахматной олимпиады по переписке в составе сборной СССР (1974—1979)[7];
- Победительница 2-й женской шахматной олимпиады по переписке в составе сборной СССР (1980—1986)[7];
- Победительница 3-й женской шахматной олимпиады по переписке в составе сборной СССР (1986—1992)[7].

## Изменения рейтинга
| Графики недоступны из-за технических проблем. См. информацию на Фабрикаторе и на mediawiki.org. |